# Когай, Сергей Владимирович
Сергей Владимирович Когай (14 августа 1966, Кзыл-Орда, Казахская ССР, СССР) — советский и казахстанский футболист, футбольный тренер.
Имеет высшее образование. В 1993 году окончил факультет физвоспитания Кзыл-Ординского педагогического института имени Н. В. Гоголя.

## Биография
Воспитанник кзыл-ординской футбольной школы.
Выступал на позиции нападающего в командах: «Мелиоратор» (Кзыл-Орда) (1983—1989), «Кайрат» (Алма-Ата) (1990), «Кайсар» (Кызылорда) (1990—1993, 1997), «Балтика» (Калининград) (1993), «Яссы» (Туркестан) (1994), «СКИФ-Ордабасы» (Шымкент) (1995—1996), «Тараз» Тараз (1998).
Лучший бомбардир 8-й зоны Второй лиги чемпионата СССР 1991 года (34 гола) и первого чемпионата Казахстана 1992 года (22 гола). Со 134 голами входит в «G100 — Клуб казахстанских бомбардиров».
Имеет тренерскую квалификацию PRO (2011). Работал тренером дубля ФК «Ордабасы» (Шымкент). В январе 2012 года назначен старшим тренером ФК «Кайсар» (Кызылорда).